# Partidul Social-Democrat Coreean
Partidul Social Democrat Coreean (in Coreeană 조선사회민주당) este partid politic din Coreea de Nord condus de Kim Yong Dae.

## Istorie
Partidul Social Democrat Coreean a fost înfiintat de mica burghezie, intelectualitate și de populația creștină din Coreea de Nord sub conducerea lui Cho Man-sik sub numele de Partidul Democrat Coreean având ca scop construirea unei societăți democratice în Coreea.
Partidul a candidat pentru prima dată la candidatura pentru Adunarea Populară Supremă în 1948 câștigând 35 de locuri.